# Kåbdajaure (naturreservat)
Kåbdajaure är ett naturreservat i Jokkmokks kommun i Norrbottens län.
Området är naturskyddat sedan 2015 och är 2,5 kvadratkilometer stort. Reservatet omfattar norrsluttningar ner mot våtmarker med många sjöar/tjärnar med sjön Kåbdajaure i norr. Reservatet består av tallskog på höjder, barrblandskogar i sluttningar, granskog i lägre områden och lövrika gransumpskog vid våtmarker.